# Stelle principali della costellazione della Lucertola
Segue un prospetto delle stelle principali della costellazione della Lucertola, elencate per magnitudine decrescente.